# Branchiostegus japonicus
Branchiostegus japonicus е вид лъчеперка от семейство Malacanthidae.

## Разпространение
Видът е разпространен във Виетнам, Китай, Провинции в КНР, Тайван, Филипини, Хонконг и Япония.